# Marcel Dettmann
 (février 2014).
Si vous disposez d'ouvrages ou d'articles de référence ou si vous connaissez des sites web de qualité traitant du thème abordé ici, merci de compléter l'article en donnant les références utiles à sa vérifiabilité et en les liant à la section « Notes et références ».
Pour les articles homonymes, voir Dettmann.
Marcel Dettmann est, depuis 1999, le principal DJ résident du Berghain à Berlin.

## Biographie
Marcel Dettmann naît en 1977 et grandit à l'est de Berlin, en Allemagne de l'est. Il découvre la techno 5 ans après la chute du mur lors des raves organisées à Berlin, notamment grâce à Sven Väth. Dj depuis 1994, il devient le premier résident du Ostgut, club qui deviendra par la suite le Berghain.
Également producteur, il signe en 2006 son premier maxis sur son propre label, Marcel Dettmann Records, ainsi que sur le label du Berghain, Ostgut Ton, notamment avec son ami et résident du Berghain, Ben Klock.

## Discographie[1],[2].
Album studio
- 2010 : Dettmann
- 2013 : Dettmann II

Compilations mixées
- 2011 : Conducted 4

Maxis
- 2006 : Let's Do It / Radio
- 2008 : Quicksand / Gateway
- 2007 : "Scenario"
- 2008 : Lattice / Corebox
- 2008 : Plain
- 2009 : Helix
- 2009 : Apron / Kernel / Rerun
- 2010 : Kontra Mokira Remixes
- 2011 : Translation
- 2011 : Deluge / Duel
- 2012 : Range EP
- 2013 : Ride